# Eleven (22-Pistepirkko-Album)
Eleven ist ein Musikalbum der finnischen Band 22-Pistepirkko. Es wurde 1998 – abhängig vom Tonträger und dem Vertriebsgebiet – u. a. über Sonet Records, Polygram Finland und Clearspot/EFA veröffentlicht.

## Hintergrund
Das Album wurde 1997/1998 im bandeigenen Tonstudio „Bare Bone Studios“ aufgenommen. Die CD-Version enthält zehn Lieder, die Version als Schallplatte insgesamt elf  – sechs auf der A-Seite und fünf auf der B-Seite, davon „Miles & Nemo“ als Bonustrack. Die Lieder zeichnen sich durch „zahlreiche Samples und Loops“ aus, womit sich die Band sichtbar von ihrer ursprünglichen Ausrichtung entfernte.
Ab dem 1. Oktober 1998 wurde das Album im Rahmen einer Deutschlandtournee live präsentiert. Für die Lieder Onion Soup und Boardroom Walk wurden Videos gedreht.
| #  | Titel              | Länge |
| -- | ------------------ | ----- |
| 1  | Taxi 74            | 3:36  |
| 2  | Onion Soup         | 3:58  |
| 3  | Coma Moon          | 4:29  |
| 4  | Sad Lake City      | 3:33  |
| 5  | Boardroom Walk     | 3:57  |
| 6  | Hey Man            | 2:59  |
| 7  | Let The Romeo Weep | 3:14  |
| 8  | Beautiful Morning  | 3:40  |
| 9  | Frustration        | 3:02  |
| 10 | Shadow             | 3:53  |
| 11 | Miles & Nemo       | 4:52  |

## Rezeption
In einer Besprechung für die auf Alternative Rock spezialisierte Musikzeitschrift Visions vergab Bernhard Klumb 10 von 12 möglichen Punkten und urteilte:

„…eine klass(isch)e Rock-Platte, die aber mit der Lautstärke bescheiden bleibt und mehr Wert auf Raum und Effekt legt. Neben den unumgänglichen Funk-Loops lassen 22 PP es knacken, rauschen, wabern und zischen, daß es einem warm und leicht ums Herz wird.“

In der Musikredaktion von LA Weekly wurde das Album ebenfalls wohlwollend besprochen:

“The beats have become more sophisticated, the lyrics more nuanced, the textures richer, but this Finnish ensemble's most arresting quality remains its giddiness.”

„Die Beats sind ausgefeilter geworden, die Texte nuancierter, die Texturen reichhaltiger, aber die bestechendste Eigenschaft dieses finnischen Ensembles bleibt seine Ausgelassenheit.“

In einer Kurzbesprechung für The Independent hielt Tim Perry fest:

“At times reminiscent of commercial Velvet Underground and early New Order, it's patched together in their own quirky way and when those big crescendos come, well, wow. Just, wow!”

„Manchmal erinnert es an kommerzielle Velvet Underground und frühe New Order, aber es ist auf seine eigene schrullige Art zusammengeflickt und wenn die großen Crescendos kommen, nun, wow. Einfach, wow!“

## Charterfolge und Singles
Das Album stieg in der 18. Kalenderwoche 1998 auf Platz fünf in die finnischen Albumcharts ein und blieb in der Folgewoche mit Rang zehn noch einmal in den Top 10. Insgesamt hielt sich der Tonträger durchgängig neun Wochen in den Charts auf, zum Schluss auf Rang 38. In den deutschen Alternative-Charts erreichte das Album Platz vier.